# Dennis Gansel
Pour les articles homonymes, voir Gansel.
Dennis Gansel, né le 4 octobre 1973 à Hanovre, est un réalisateur et scénariste allemand.

## Carrière
De 1994 à 2000, il étudie à la Hochschule für Fernsehen und Film de Munich.
Après avoir réalisé trois courts métrages pendant ses études, il réalise Das Phantom en 1999, avec Jürgen Vogel dans le rôle principal. Ce thriller politique sur la Bande à Baader n'est diffusé qu'à la télévision, mais il est récompensé par le Adolf-Grimme-Preis.
Sorti en 2004, son film Napola – Elite für den Führer (Corps d'élite) reçoit plusieurs prix en Allemagne, dont le Deutscher Filmpreis.
Son film La Vague sorti en 2008 connait beaucoup de succès.
Ses plus grands succès sont La Vague (2008), inspiré de l'expérience La Troisième Vague mais aussi du livre La Vague écrit dans les années 1980 par Todd Strasser, et Nous sommes la nuit (2010), un film de vampires.

## Filmographie
- 1996 : The Wrong Trip
- 1998 : Im Auftrag des Herrn
- 1998 : Living Dead
- 1999 : Das Phantom (de)
- 2001 : Mädchen, Mädchen
- 2004 : Napola – Elite für den Führer
- 2008 : La Vague (Die Welle)
- 2010 : Nous sommes la nuit (Wir sind die Nacht)
- 2012 : Le Quatrième Pouvoir (Die Vierte Macht)
- 2015 : Grim Night
- 2016 : Mechanic: Resurrection
- 2019 : Berlin, I Love You - un segment